# Света Параскева (Менемени)
Вижте пояснителната страница за други значения на Света Параскева.
„Света Параскева“ (на гръцки: Αγίας Παρασκευής Μενεμένης) е енорийска църква в предградието на Солун Менемени, Гърция, част от Неаполската и Ставруполска епархия.
Църквата е разположена на улица „Емилианос“ № 14. Енорията е основана от заселените в квартала бежанци в 1924 г. и тогава започва и изграждането на първия храм – трикорабна базилика с купол, към която са правени малки допълнения и накрая е изградена и камбанарията. Полагането на основния камък и освещаването е дело на митрополит Генадий Солунски.
Със заселването на нови жители в квартала, храмът става малък и през 1982 година е решено да се изгради нов храм. Основният камък е поставен от Дионисий Неаполски и Ставруполски на 22 ноември 1982 година. Изграждането на храма продължава четири години. В архитектурно отношение е кръстокуполен храм във византийски стил. На 8 юни 1986 година е открита, а на 22 ноември 1987 година – осветена от митрополит Дионисий. Отвън е облицована с камък и тухла, а вътрешността е изписана.